# 里亞布什基
50°33′4″N 34°36′44″E / 50.55111°N 34.61222°E
里亞布什基（烏克蘭語：Рябушки）是位於烏克蘭東北部的村莊，由蘇梅州蘇梅區的萊貝丁市鎮負責管轄。該村處於維利尚卡河畔，分別距離維利尚卡0.5公里和列別金4.5公里，海拔高度144米，2001年人口887。